# San Miguel Teotongo (estación)
San Miguel Teotongo es una de las estaciones que forman parte del Cablebús de la Ciudad de México, perteneciente a la Línea 2. Se ubica al oriente de la Ciudad de México, en la alcaldía Iztapalapa.

## Información general
Toma su nombre por ubicarse en la colonia San Miguel Teotongo, una colonia asentada en 1970 por personas chocolateras originarias de Oaxaca y desde entonces la colonia ha ido en constante crecimiento con el paso de los años. Teotongo tiene diferente significado. Del original náhuatl, se argumenta que proviene de Xadeduxö que significa “pueblo del sol”. Mientras que otras interpretaciones, argumenta que proviene de Teotolco, que significa “en la diócesis”, o de Teotonco, “lugar del dios pequeño”. Su icono trata de representa estos significados, con el sol derivado de un escudo pectoral dorado descubierto en Zaachila. Esto está arriba de la pirámide de Monte Albán en Oaxaca .

## Sitios de interés
- Utopía Teotongo
- San Miguel Teotongo